# Головенко Микола Якович
Головенко Микола Якович (3 квітня 1942, Нова Одеса) — український політичний діяч, науковець в галузі біохімії і фармакології. Дійсний член (академік) НАМН України (фармакологія, 1993), доктор біологічних наук зі спеціальності біохімія та фармакологія, професор (1985), завідувач відділу фізико-хімічної фармакології Фізико-хімічного інституту імені О. В. Богатського НАН України. Народний депутат України 1-го скликання.
Лауреат державної премії з науки і техніки 2017 року, премії з теоретичної медицини НАМН України, премії імені Андрія Кіпріанова НАН України, заслужений діяч науки і техніки України (1992).

## Біографія
Народився 3 квітня 1942 року в селі (нині місто). Нова Одеса на Миколаївщині в родині селян. Батьки, Яків Олексійович (1908—1984) та Юлія Тимофіївна (1913—1993). Після закінчення в 1959 р. Новоодеської середньої школи № 2 почав трудову діяльність в місцевому колгоспі. З 1960 по 1965 р. навчався в Одеському державному університеті ім. І. І. Мечникова (біологічний факультет), після закінчення якого проходив строкову військову службу. З 1967 року — старший лаборант, аспірант, молодший, старший науковий співробітник, завідувач сектора науково-дослідної лабораторії Одеського державного університету. У 1973 році захистив кандидатську дисертацію, яка була присвячена вивченню молекулярної будови білкової молекули тетанотоксину та механізмам чутливості тварин  до його дії. У 1981 році захистив докторську дисертацію «Метаболізм та розподіл бенздіазепінів в організмі експериментальних тварин».
З 1983 року трудова діяльність пов'язана з Фізико-хімічним інститутом ім. О. В. Богатського НАН України, де він створив та очолив відділ фізико-хімічної фармакології, нині відділ біомедицини, у складі якого входять лабораторія молекулярної фармакології та медицини, лабораторія медико-фармацевтичної біотехнології і ензимології та лабораторія біоаналітики і фарманалізу. Основними їх завданням є визначення ефективності, механізму дії та безпечності новаторських синтетичних і природних біологічно активних сполук задля їх впровадження в медичну практику.

## Наукова діяльність
З ім'ям М. Я. Головенка пов'язано становлення та активний розвиток у світі нового напрямку біохімії (біохімія ксенобіотиків). Основними фундаментальним досягненнями вченого є встановлення структурних закономірностей і механізмів реакцій метаболізму ксенобіотиків та лікарських засобів різної хімічної будови в біологічних мембранах. Виявлено нові шляхи біотрансформації ксенобіотиків та охарактеризовані ферментні системи, що каталізують зазначені процеси. Сформульовано критерії фармакометаболічного профілю лікарських засобів. Встановлені загальні закономірності їх фармакокінетики та можливості ефективного моделювання. Значна увага приділена використанню принципів та підходів метаболізму ліків в конструюванні пролікарських засобів. Головенком М. Я. та його співробітниками було вперше вивчено каталітичні властивості функціонування монооксигеназ імунокомпетентних клітин, що дозволило авторам зробити висновок про наявність у них, принаймні, двох форм гемопротеїду. Встановлено реціпрокний характер зміни активості монооксигеназ при дії імуностимуляторів та імунодепресантів. Доведено можливість використання макрогетероциклічних сполук різних класів (азакраун-етери, мезозаміщені порфірини) як носіїв для створення комбінованих імуномодуляторів.
Значним внеском М. Я. Головенка та його школи є розвиток нової перспективної і актуальної медико-біологічної дисципліни фізико-хімічної фармакології. Вони охоплюють молекулярні аспекти структури фізичних, хімічних, фізико-хімічних властивостей біологічно активних речовин і їх мішеней з метою встановлення загальних закономірностей, кількісного опису і пояснення механізмів взаємодії ліків з організмом, що є підґрунтям для конструювання інноваційних лікарських засобів. Цю теорію та її втілення в медичну практику викладено у монографії «Физико-химическая фармакология». За цей цикл досліджень М. Я. Головенко став лауреатом Академічної премії з теоретичної медицини НАМН України.
Академіком НАМН України Головенком М. Я. разом із науковцями МОЗУ та НАМНУ розроблено офіційні настанови для нормативної бази, що гарантує ефективність та безпечність наукових та прикладних робіт з медичної біотехнології, статус якиї є аналогічним настановам у ЄС та інших регіонах ІСН:
- Випробування стабільності біотехнологічних/біологічних продуктів (ich q5с)[12]
- Методи випробувань та критерії прийнятності для біотехнологічних/біологічних продуктів (ich q6b)[13]
- Подібні біологічні лікарські препарати, що містять як активні речовини протеїни, отримані біотехнологічним шляхом[14].
- Порівнянність біотехнологічних/біологічних продуктів при змінах у процесі їх виробництва (ich q5e)[15].

Наукова діяльність М. Я. Головенка знайшла значне науково-практичне втілення. Обґрунтовано наукові підходи конструювання та впровадження в широку медичну практику інноваційних лікарських засобів з нейротропними (феназепам, гідразепам, левана) та імуннотропними (аміксин) властивостями. Їх ефективність і безпечність доведена експериментальними дослідженнями, що відповідають національним та міжнародним стандартам. Препарати введені в обіг під власними торговими назвами, права на використання яких захищені законодавством України і включені в Державний формуляр лікарських засобів. Препарати використовуються в широкій медичній практиці, а так само як штатні засоби медичної допомоги для силових структур. Субстанції і лікарські препарати зареєстровано за межами України і експортуються в Росію, Казахстан, Білорусь, Вірменію, Грузію, Киргизію, Молдову, Туркменістан, Узбекистан і Швейцарію. (монографії: «Феназепам-Киев, Наук. думка-1982-288с.», «Гидазепам-Киев, Наук. думка-1992-196с.», «Механизмы действия анксиолитических противосудорожных и снотворных средств-Киев,Наук. думка-1988-255с.»). За створення і випуск вітчизняних оригінальних лікарських засобів М. Я. Головенко разом з групою співробітників Інституту і ВАТ «ІНТЕРХІМ» була присуджена Державна премія України в галузі науки і техніки та премія імені А. Кіпріанова НАН України.
Проведено експериментальні дослідження ефективності та безпечності низки генеричних лікарських засобів: Транквілар ІС, Нообут ІС, Кодтерпін ІС, Кодесан ІС, Пенталгін ІС, Фенобарбітал ІС, Бензонал ІС, Клоназепам ІС, Сибазон ІС, Паракод ІС.
М. Я. Головенко — автор понад 500 наукових праць в тому числі 12 монографій і 27 патентів на винахід. Серед учнів М. Я. Головенка — 7 докторів і 26 кандитатів наук. Згідно бази даних SCOPUS, на 2023р, загальна кількість публікацій авторів роботи складає 57, кількість цитувань — 486, h-індекс — 17.

## Науково-педагогічна діяльність
М. Я. Головенко поєднує наукову та педагогічну діяльність. На хімічному факультеті Одеського університету він читав лекції студентам, які навчались на спеціальностях «Біоорганічна хімія, хімія природних і фізіологічно активних речовин» та «Фармацевтична хімія». Разом з академіком АН УРСР Богатським О. В, був ініціатором створення спеціальності «Біохімія» на хімічному факультеті (1977—1987 роки). У той час такі спеціальності було запроваджено тільки в Московському, Донецькому та Одеському державних університетах. В Одеському університеті поряд з обов'язковими навчальними дисциплінами викладались і спеціальні, пов'язані з проблемами біохімії чужерідних сполук. Колективом спеціалізації було розроблено навчальні посібники та підручники, в яких описано як класичні відомості, так і дані, опубліковані в українських та іноземних наукових журналах і монографіях. П'ять аспірантів цієї спеціальності захистили свої роботи у відповідних спецрадах по спеціальності «Біохімія-03.00.04».

## Політична діяльність
Головенко Микола Якович відомий громадськості країни як людина, що має активну позицію в розвитку та становленні української держави. У 1990 році М. Я. Головенка було обрано народним депутатом України по мажоритарному виборчому округу № 296, який охоплював виборців Київського району міста Одеси. Це була Верховна Рада 12-го скликання (пізніше перейменована у 1-е скликання), яка була обрана на перших альтернативних парламентських виборах в Українській РСР. Як написав М. Я. Головенко
|                                                            | Наша ВР була, перш за все, будівничим органом, на нашу каденцію припав найскладніший і найневдячніший етап конструювання і створення нових структур і механізмів в усіх сферах суспільного життя. Ми прийняли на себе шторм людських переживань від зламу всіх укладів і устоїв, хоча наша історична місія була в іншому – у створенні нової держави, нових систем (політичної, економічної, управлінської тощо) на історичних руїнах обвалу попередніх. І ми можемо пишатися, що безпрецедентний, неймовірно складний процес глобальних трансформацій в Україні був проведений успішно, без суспільних катаклізмів і трагедій. У 1994 році ми передали наступному поколінню політиків абсолютно іншу державу – незалежну, демократичну Україну з усіма державним інститутами, з основами ринкової економіки, свободами людини і громадянина |
| — Головенко М.Я., Газета «Світ» 2023р . 31-32, (1259-12600 | |

Всю каденцію Верховної Ради України працював головою підкомісії з питань науки парламентської Комісії з питань народної освіти і науки. Він був єдиним безпартійним серед народних депутатів Одеської області. Автор законопроєкту «Про основі науково-технічної політики». Закон введено в дію Верховною Радою України 13.12.1991 і вперше в Україні він визначав правові, організаційні та фінансові засади функціонування і розвитку науково-технічної сфери, створював умови для наукової і науково-технічної діяльності, забезпечення потреб суспільства і держави у технологічному розвитку. М. Я. Головенко є одним із авторів законопроєкту «Про інформацію», введеного в дію Верховною Радою України 02.10.1992. У Законі прописані основні напрями державної інформаційної політики, які полягали в: забезпечення доступу кожного до інформації; створення умов для формування в Україні інформаційного суспільства: забезпечення відкритості та прозорості діяльності суб'єктів владних повноважень; створення інформаційних систем і мереж інформації, розвиток електронного урядування; забезпечення інформаційної безпеки України; сприяння міжнародній співпраці в інформаційній сфері та входженню України до світового інформаційного простору.
Після закінчення каденції приймає активну участь в роботі Асоціації Народних депутатів України, яка є об'єднанням депутатів чинного та попередніх скликань Верховної Ради України із метою сприяння парламенту та його комітетам у підготовці законодавчих актів, проведення просвітницької роботи у сфері законодавства та історії українського парламентаризму, а також захисту інтересів народних депутатів.

## Науково-організаційна діяльність
Академік Головенко активно займається науково-організаційною діяльністю, яка спрямована на методичне, організаційне забезпечення і координацію наукової та науково-технічної роботи. Його обрано заступником Голови координаційної ради НАН України з проблем «Наукові основи створення лікарських засобів». Основними завданнями Координаційної Ради є оцінка стану та перспектив розвитку фундаментальних і прикладних досліджень з наукових проблем (напрямів), підготовка пропозицій щодо їх підтримки, участь в установленому порядку у формуванні та затвердженні тематики наукових досліджень, експертиза проектів і завершених досліджень в галузі медичної хімії. М. Я. Головенко є Головою наукової ради освітньо-науково-виробничого інноваційного Комплексу «МедХімФарм», цілями якого є створення постійно діючої платформи задля ефективних взаємодій у науковому та освітньому середовищах, а також вирішення проблем комунікації вчених із фахівцями суміжних сфер промисловості та бізнесу, розвиток уміння комерціалізації результатів досліджень у фармацевтиці. Як Голова підкомісії з питань науки Верховної Ради України, брав активну участь в заснуванні Академії медичних наук України, як академік — фундатор.
За його участі було створено Фармакологічний комітет МОЗ України (нині Державний науково-експертний центр МОЗ України), функцією якого є здійснення наукової, експертної, консультативної, виробничої та іншої діяльності для захисту фармацевтичного ринку України від небезпечної та недоброякісної продукції. Під його керівництвом створено низку Методичних рекомендацій та Настанов щодо впровадження ефективних та безпечних лікарських засобів в Україні. М. Я. Головенко є членом колегії Державного формуляра лікарських засобів, в якому закладено погоджені й прийняті на міжнародному і національному рівні практичні рекомендації (стандарти) лікування, доказово обґрунтовано підхід до ведення раціональної фармакотерапії, ретельний аналіз структури захворюваності, доказово обґрунтовано дані про найбільш клінічно й економічно ефективні й безпечні препарати, дані досліджень про рівень їх споживання та вартість курсу лікування кожного захворювання
Він є членом спеціалізованих вчених рад по захисту докторських дисертацій, член редколегій низки науково-практичних журналів, секретарем спеціалізованої наукової ради Міністерства освіти і науки України з відбору наукових робіт, науково-технічних та інфраструктурних проектів «Наукові роботи за тематичним напрямом „Здоров'я, біобезпека“.

## Основні праці
- Транквилизаторы (1,4-Бенздиазепины и родственные структуры). Киев: Наукова Думка, 1980, 276 с.
- Механизм реакций метаболизма ксенобиотиков в биологических мембранах. Киев: Наукова Думка, 1981, 217 с.
- Физико-химическая фармакология. Одесса, Астропринт, 2004.-740 с.
- Биохимическая фармакология пролекарств. Одесса, Экология, 2007.-358 с.
- Філософія фармацевтичних інновацій Вісник НАН України. 2012, № 3. — С. 59-66
- An effector analysis of the interaction of propoxazepam with antagonists of GABA and glycine receptors. Neurochemical Journal, 2017, Vol. 11, No. 4, Р. 302—308.
- Pharmacodynamic analysis of propoxazepam interaction with GABA-benzodiazepine-receptor-ionophore complex. Neurophysiology. 2018; 50. 1, Р.2-10.